# Benicolet
Benicolet es un municipio de la Comunidad Valenciana, España. Perteneciente a la provincia de Valencia, en la comarca del Valle de Albaida. Cuenta con una población de 605 habitantes (INE 2024).

## Geografía

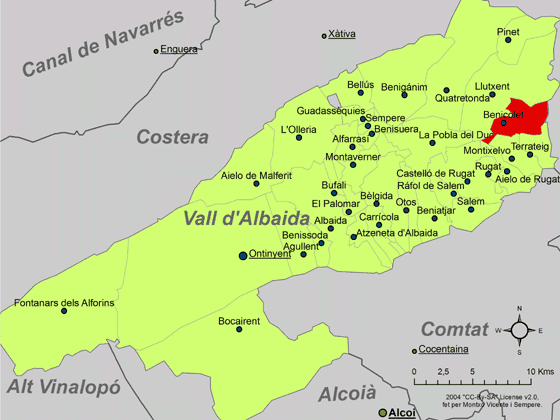
Localización de Benicolet en la comarca del Valle de Albaida

Benicolet es un pueblo situado en el sector este del Valle de Albaida. La superficie del término es ondulada y montañosa. Las alturas principales son la Loma Alta (449 m.), Loma Requena (353 m.) y el Cantal del Cazador. De oeste a este pasa el barranco Xetà, sirviendo de límite con Montichelvo; se une luego al barranco de Ayelo, que llega por el sur, tomando la unión de ambos nombre de río Nasim. De norte a sur cruza la rambla de Pinet, sirviendo de límite con Luchente; tuerce después en dirección oeste-sureste y se une al Sasim, que más adelante toma el nombre de Vernisa. El pueblo está situado en una llanura, en la margen derecha del río Vernisa, al pie de un cerro.
El clima es templado, con inviernos fríos; los vientos dominantes son el levante y el poniente; el primero es el que trae las lluvias, generalmente en otoño e invierno.
Desde Valencia, se accede a esta localidad a través de la A-7 para enlazar con la CV-40 y acceder a la CV-60 para finalizar en la CV-610.

### Localidades limítrofes
El término municipal de Benicolet limita con las siguientes localidades:
Almiserat, Ayelo de Rugat, Luchente, Montichelvo y Terrateig, todas de la provincia de Valencia.

## Historia
Lugar de origen musulmán. Fue conquistado por Jaime I y cedido, el año 1258, a Juan de Bardají. En el año 1609, antes de la expulsión de los moriscos, estaba habitado por 35 familias moriscas. Estuvo integrado en la baronía de Luchente, bajo el señorío del Maça de Liçama, y, posteriormente perteneció al marquesado de Dos Aguas.

## Demografía
Benicolet cuenta con una población de 605 habitantes (INE 2024).
| Gráfica de evolución demográfica de Benicolet entre 1842 y 2021                                                     |
| |
| Población de derecho según los censos de población del INE Población de hecho según los censos de población del INE |

## Economía
La economía se basa en la agricultura. Predominan los cultivos de secano como el olivo y de regadío como el naranjo o los frutales de hueso.
En los últimos años se observa un fuerte abandono de las tierras de labor. Debido al aumento del desempleo en el sector agrícola, algunos agricultores y bancalers benicoletanos han decidido abandonar sus tierras al considerar malpagados sus productos. A raíz de esta crisis recientemente ha nacido el movimiento "Preus justos per a la Vall" de la mano de su líder Edgar Boscà.

## Administración y política
| Periodo   | Nombre                     | Partido   |
| --------- | -------------------------- | --------- |
| 1979-1983 | Agustín Climent Català     | AI        |
| 1983-1987 | Vicente J. Sanjuan Alborch | PSOE      |
| 1987-1991 | Vicente J. Sanjuan Alborch | PSOE      |
| 1991-1995 | Demetrio Climent Miñana    | PSOE      |
| 1995-1999 | Enrique Valle Alfonso      | PP        |
| 1999-2003 | Enrique Valle Alfonso      | PP        |
| 2003-2007 | Enrique Valle Alfonso      | PP        |
| 2007-2011 | Antonio Pastor Pérez       | GIBE      |
| 2011-2015 | Mateu Prats Prats          | PP        |
| 2015-2019 | Llúcia Gregori Català      | Compromís |
| 2019-2023 | Mateu Prats Prats          | PP        |
| 2023-act. | Ivan Martínez Català       | Ens Uneix |

## Patrimonio
- Iglesia parroquial: Está dedicada a San Juan Bautista; fue fundada en 1530.
- Abrevadero de la Poassa: El abrevadero se emplaza al sur del casco urbano, en la partida rural de La Poassa a la cual da nombre. Su función era la de saciar la sed de las caballerías que emprendían viaje, y de los viajeros si era necesario.
- Lavadero, balsa y abrevadero: Conocido tradicionalmente como Abeurador, Llavador i Bassa de la Font de la Mata. El conjunto se emplaza en el sector oriental del término municipal, en la partida rural de El Racó del Pi. Recibe las aguas de la próxima fuente de La Mata. Restaurado en 1985.
- Patrimonio hidráulico: En el entorno de la localidad se encuentran construcciones cuya función principal era suministrar el agua para el regadío. Destacan los siguientes acueductos, azudes, fuentes, balsas y pozos:
  - Acueductos: Arcadeta de la Sèquia Nova.
  - Azudes: Assut de Borrasca, Assut de la Font del Tap, Assut de la Penya, Assut del Tío Blay, Assut Nou.
  - Fuentes: Font de la Mata.
  - Balsas: Bassa de Rata, Bassa del Desculat.
  - Pozos: Pou del Desculat.

## Fiestas locales
Fiestas más importantes:
El fin de semana más cercano al 17 de enero, se celebra "San Antonio Abad".
En el tiempo de Cuaresma, se celebra un Solemne Novenario al Cristo de la Fe.
El 24 de junio es la fiesta de San Juan Evangelista, patrón del pueblo.
Las fiestas patronales tienen lugar durante 10 días de la primera quincena de agosto, dedicadas a la Inmaculada Concepción, a la Divina Aurora y al Cristo de la Fe.
El primer domingo de octubre se celebra la fiesta de la Virgen del Rosario.